# 津山エクスプレス京都号

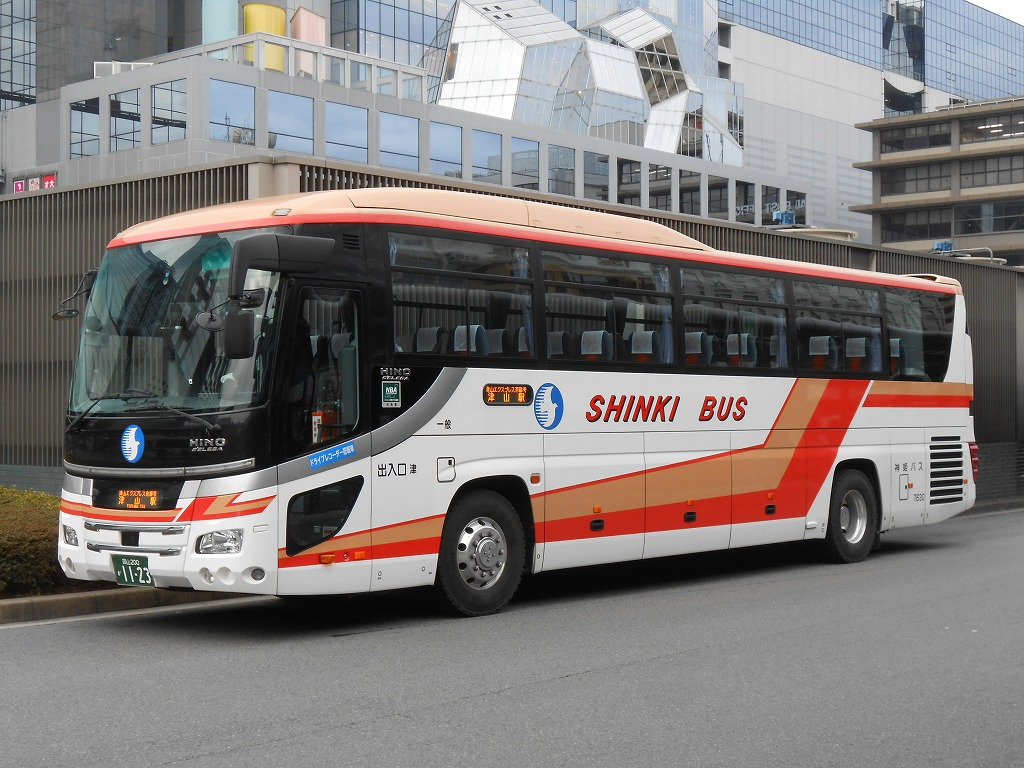
津山エクスプレス京都号（神姫バス）

津山エクスプレス京都号（つやまエクスプレスきょうとごう）は、西日本JRバス、神姫バスの2社によって共同運行されていた京都府京都市と兵庫県加東市・加西市・宍粟市・岡山県美作市・勝田郡勝央町・津山市を結ぶ中国自動車道の昼行高速バス路線である。
全便座席指定制のため、乗車には予約が必要。ただし、兵庫県内 - 岡山県内相互間（滝野社IC - 津山駅相互間）の利用は、空席がある場合に限られ、自由席となり、予約はできない。
便名コードは290xx。

## 運行会社
- 西日本ジェイアールバス（京都営業所：2往復）
  - 津山側起終点「津山駅」バス停から西日本JRバス大阪高速管理所津山泊所（岡山県津山市二宮、中鉄北部バス「松原中」バス停に隣接）に入庫。
- 神姫バス（津山営業所：2往復）
  - 予約センターは神戸にある。

## 停車停留所
▼…下りは乗車のみ、上りは降車のみの扱い
▲…上りは乗車のみ、下りは降車のみの扱い
◆…双方向乗車可能（ただし、津山方面への乗降は空席がある場合のみ可）
| 駅コード | 停車停留所名           | 停留所所在地 | 停留所所在地 |   | 備考                                   |
| -------- | ---------------------- | ------------ | ------------ | - | -------------------------------------- |
| 47       | 京都駅烏丸口           | 京都府       | 京都市下京区 | ▼ |                                        |
| 33       | 高速東条（中国道）     | 兵庫県       | 加東市       | ◆ | 津山方面への乗降は空席がある場合のみ可 |
| 31       | 滝野社IC（中国道）     | 兵庫県       | 加東市       | ◆ | 津山方面への乗降は空席がある場合のみ可 |
| 16       | 北条（中国道）         | 兵庫県       | 加西市       | ◆ | 津山方面への乗降は空席がある場合のみ可 |
| 10       | 山崎IC（中国道）       | 兵庫県       | 宍粟市       | ◆ | 津山方面への乗降は空席がある場合のみ可 |
| 07       | 佐用インター（中国道） | 兵庫県       | 佐用郡佐用町 | ◆ | 津山方面への乗降は空席がある場合のみ可 |
| 05       | 作東（中国道）         | 岡山県       | 美作市       | ◆ | 津山方面への乗降は空席がある場合のみ可 |
| 04       | 美作IC（中国道）       | 岡山県       | 美作市       | ◆ | 津山方面への乗降は空席がある場合のみ可 |
| 03       | 中国勝間田（中国道）   | 岡山県       | 勝田郡勝央町 | ◆ | 津山方面への乗降は空席がある場合のみ可 |
| 02       | 津山IC（中国道）       | 岡山県       | 津山市       | ▲ |                                        |
| 01       | 津山駅                 | 岡山県       | 津山市       | ▲ |                                        |

- 高速東条 - 津山駅相互間の利用は空席がある場合のみ可。

## 運行経路
京都市下京区内 - 国道1号 - 京都南IC - 名神高速道路 - 新名神高速道路 - 中国自動車道 - 津山IC - 国道53号 - 津山市内

## 運行回数
- 昼行便1日4往復（各社2往復）

## 歴史
- 2004年（平成16年）7月16日 - 運行開始。
- 2009年（平成21年）12月14日 - 名神高槻、名神大山崎のバス停を廃止。
- 2014年（平成26年）4月1日 - 東条・高速長岡京への停車を開始。
- 2020年（令和2年）
  - 4月1日 - 高速長岡京のバス停を廃止。
  - 12月1日 - 運行休止。

## 車内設備

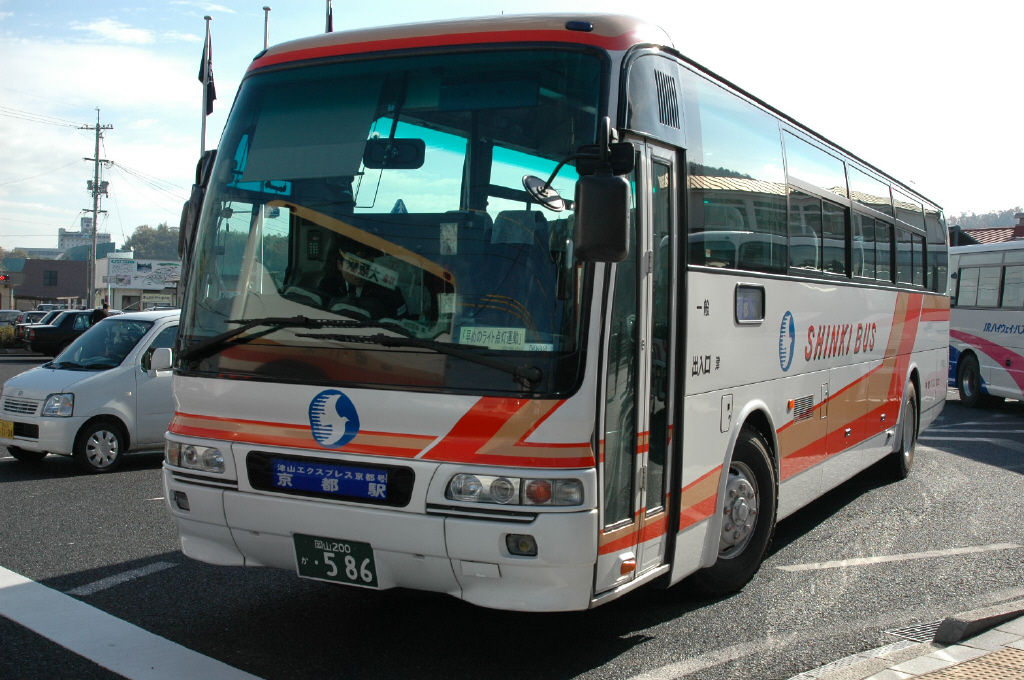
神姫バスの車両

- 4列シート
- フットレスト
- レッグレスト
- トイレ
- 読書灯
- スリッパ

## 並行路線
- 中国ハイウェイバス（西日本ジェイアールバス・神姫バス）
  - 特急便・急行便が高速東条 - 津山駅間で本路線と並行。ただし、停留所が異なる。
- 山崎 - 三ノ宮線（ウエスト神姫）
  - 高速東条 - 山崎IC間で並行。途中の停留所で乗り換えすることによって、神戸へ行くことも可能になった。